# 赛义德·阿维塔
赛义德·阿维塔（阿拉伯语：‎，Saïd Aouita，1959年11月2日—），摩洛哥男子田径运动员，主攻中长跑。他曾代表摩洛哥参加1984年、1988年夏季奥林匹克运动会田径比赛，获得一枚金牌、一枚铜牌。他还曾在世界田径锦标赛上获得一金一铜。他在田径生涯中曾5次打破世界纪录。